# Distrito Escolar Christina

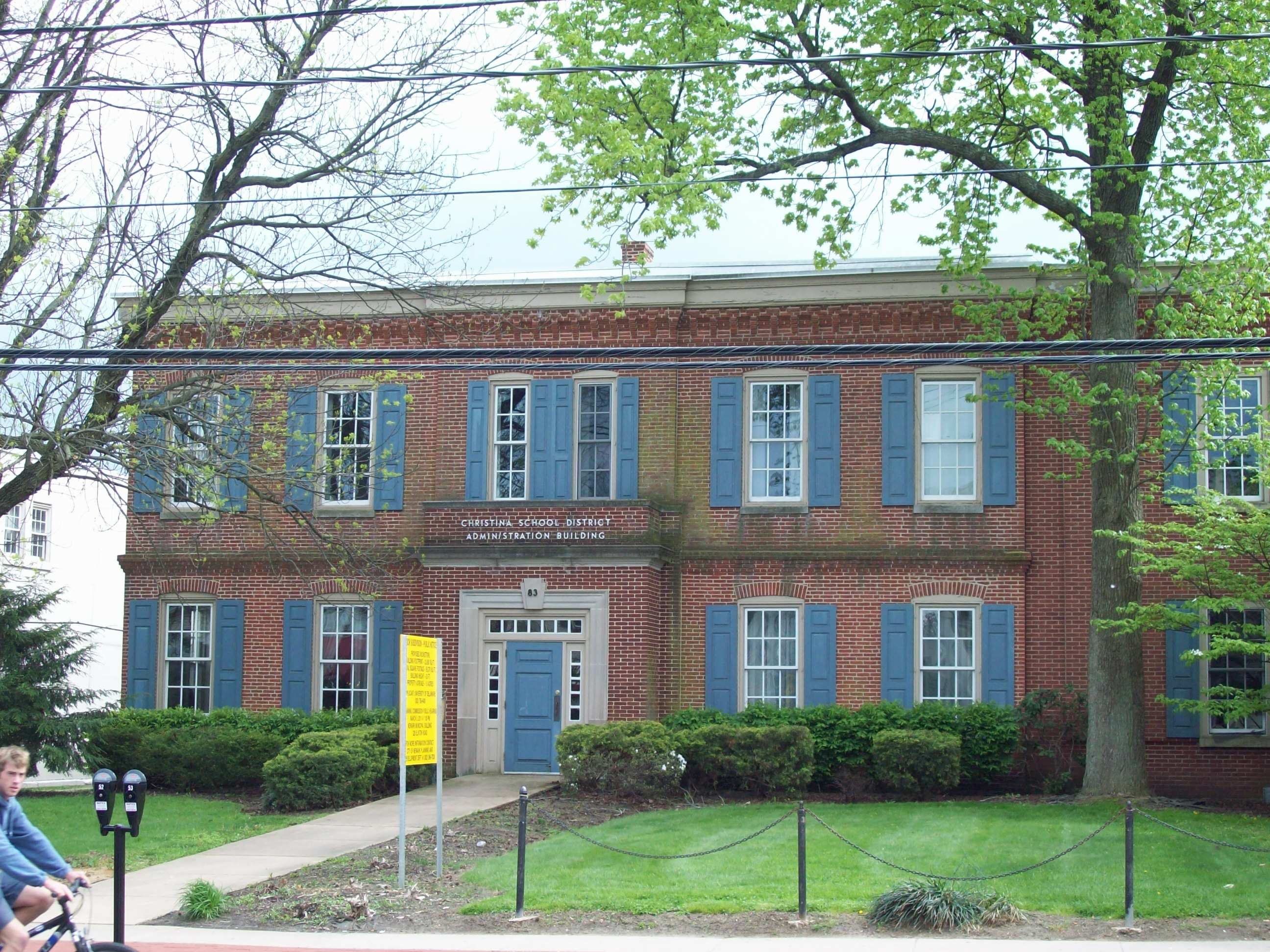
Escuela integral antigua de Newark.

El Distrito Escolar Christina (Christina School District) es un distrito escolar de Delaware. Tiene su sede en el Charles R. Drew Educational Support Center en Wilmington. El distrito es el distrito escolar más grande de Delaware. Tiene más de 2.000 empleados y 17.000 estudiantes.